# 周如松
周如松（1912年4月24日—2005年1月22日），女，湖南长沙人，中国金属物理学家、物理教育家，曾任武汉大学、华西大学、重庆北培复旦大学教授。

## 家庭
父亲周鲠生。丈夫陈华癸。